# Porto Esperidião
Porto Esperidião est une municipalité brésilienne située dans l'État du Mato Grosso avec population de 11.535 mille (2016).